# Monstera standleyana
Monstera standleyana — це вид квіткової рослини з родини Araceae, який можна знайти в Коста-Риці, Гондурасі, Нікарагуа та Панамі. Був описаний Г. С. Бантінгом у 1967 році.